# Gare de Lancy-Bachet
La gare de Lancy-Bachet est une gare ferroviaire située dans le quartier du Grand-Lancy à Lancy, commune du canton de Genève en Suisse. Elle est située sur le CEVA, la ligne ferroviaire entre Genève et Annemasse (France) ouverte au service le 15 décembre 2019 et est desservie par le Léman Express.

## Situation ferroviaire
Établie en souterrain à 399 mètres d'altitude, la gare de Lancy-Bachet est située sur le CEVA entre les gares de Lancy-Pont-Rouge et de Genève-Champel. 

## Histoire

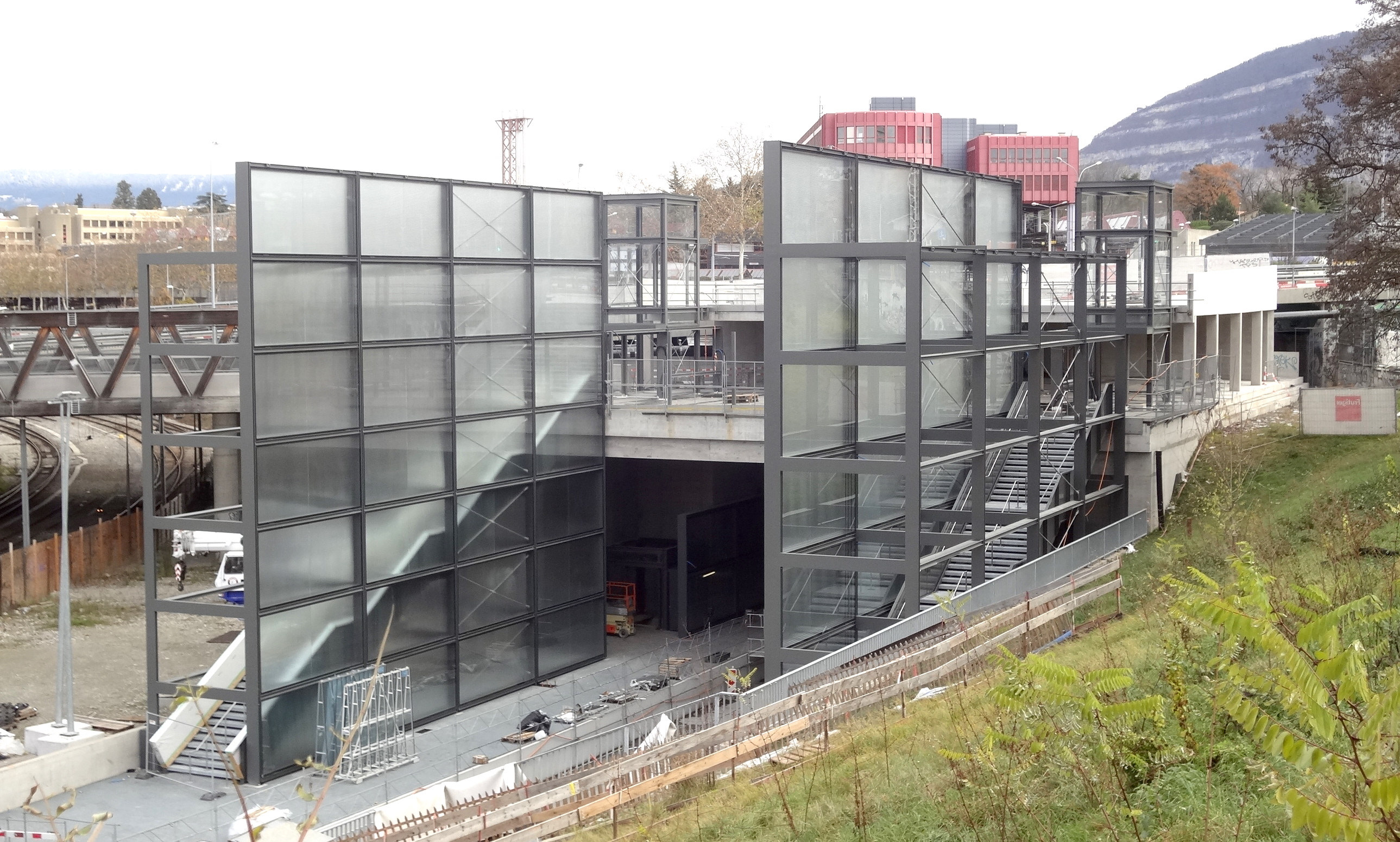
Portail Ouest de la gare en construction, novembre 2017.

La gare est construite dans le cadre du projet CEVA. Sa construction débute en 2012 et nécessite la restructuration complète de la station de tramway Bachet-de-Pesay (suppression de la boucle, reconstruite en 2017 plus au sud et réorganisation du plan de voies), située juste au-dessus de la future gare.
En 2016, l'office fédéral des transports annonce que la gare se nommera Genève-Bachet ; en 2017 le nom de Carouge-Bachet figure encore sur le site internet du projet CEVA et une situation similaire pour la gare de Lancy-Pont-Rouge se transforme en bataille politique entre le Grand Conseil et le Conseil d'État. En mars 2018, le département fédéral des transports (DETEC) donne raison à la commune de Lancy où se trouve géographiquement la gare, faisant que la gare devrait porter le nom de Lancy-Bachet en application de l'ordonnance fédérale sur les noms géographiques qui prévoit qu'une « station se voit attribuer le nom de la localité qu'elle dessert », Carouge restera alors la seule ville suisse de plus de 20 000 habitants sans gare,. En septembre 2018 les CFF prennent à leur tour position pour le nom « Lancy-Bachet », contre l'avis du canton qui n'a plus la possibilité de faire un recours, dénomination que le Conseil fédéral valide finalement le 7 novembre 2018, mettant fin à la « guerre des gares »,.
La gare étant située sur la commune de Lancy. La limite communale se trouve à quelques mètres seulement du tunnel. Cette décision concerne aussi la gare de « Lancy-Pont-Rouge » qui aurait pu s’appeler « Genève-Pont-Rouge ».

## Service des voyageurs

### Accueil
Elle est équipée d'automates pour l'achat de titres de transport. Des aménagements, équipements et services sont à la disposition des personnes à la mobilité réduite.

### Desserte
La gare est desservie par les trains RegioExpress (RE) reliant la gare d'Annemasse à celle de Saint-Maurice, et par les trains du Léman Express qui relient la gare de Coppet aux gares d'Évian-les-Bains (L1), d'Annecy (L2), de Saint-Gervais-les-Bains-Le Fayet (L3) et d'Annemasse (L4).

Installations et desserte
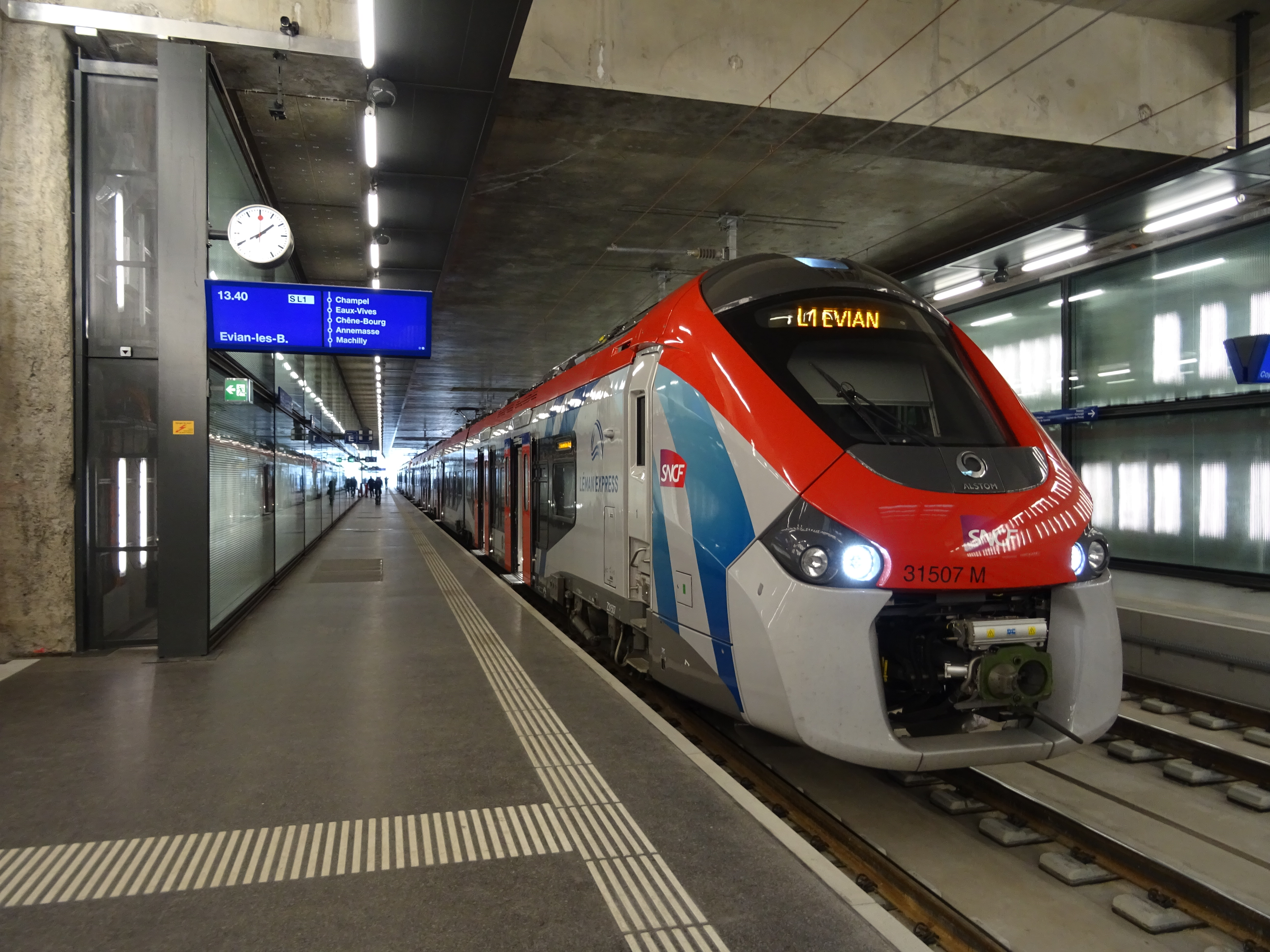
Régiolis du Léman Express assurant un service de la ligne L1 pour Évian-les-Bains.
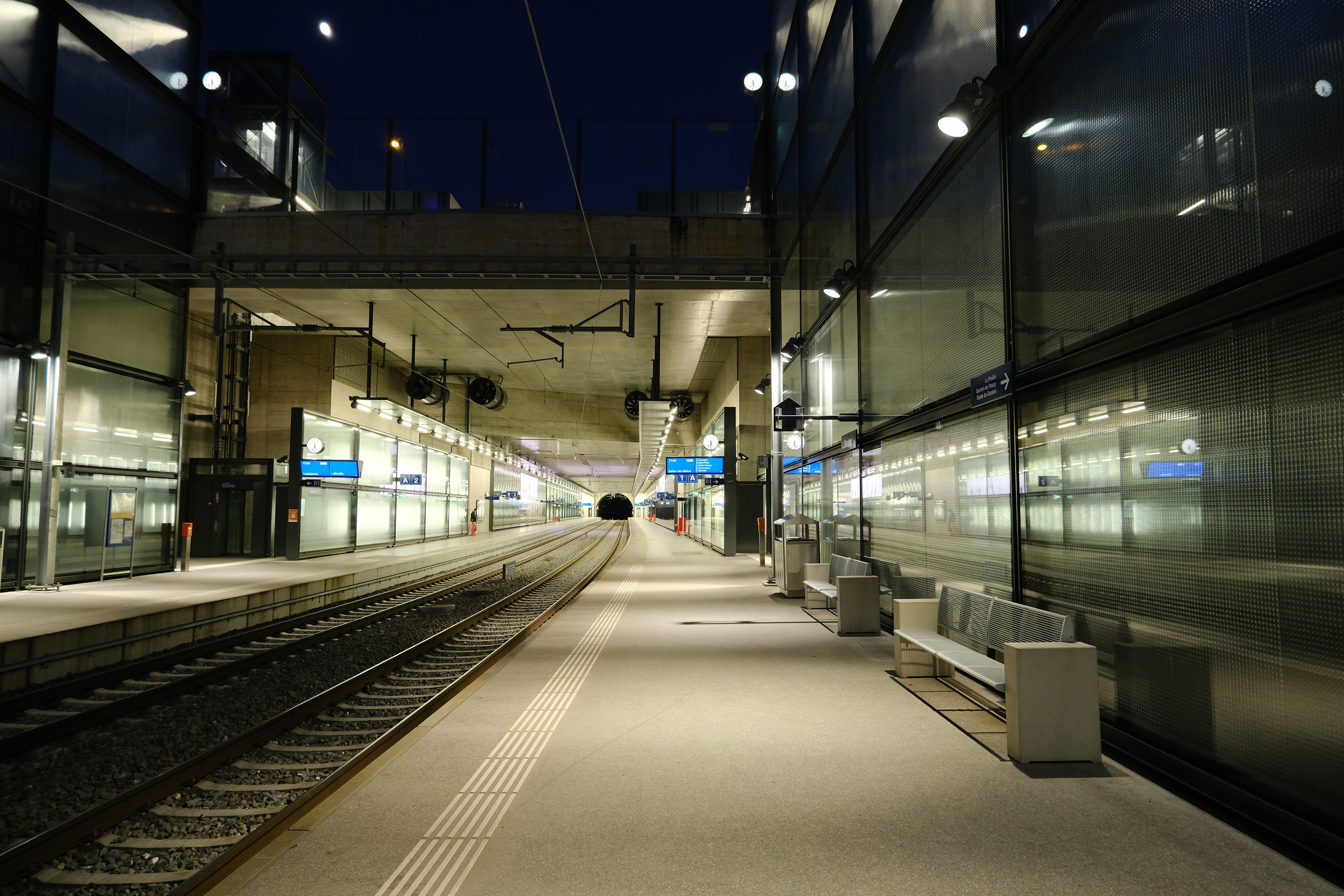
Vue d'ensemble de la gare en direction d'Annemasse de nuit.
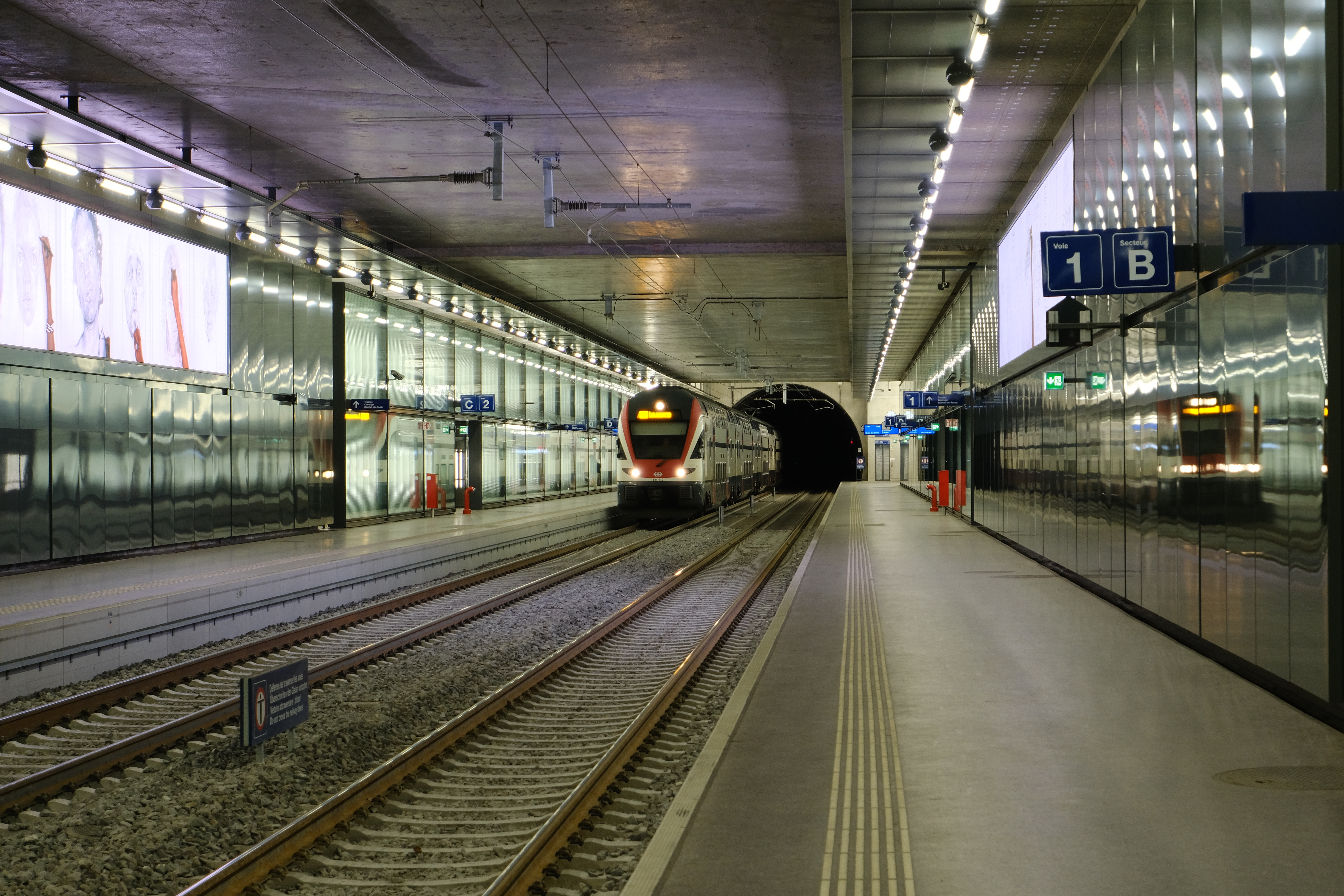
RegioExpress circulant sans arrêt à destination d'Annemasse.
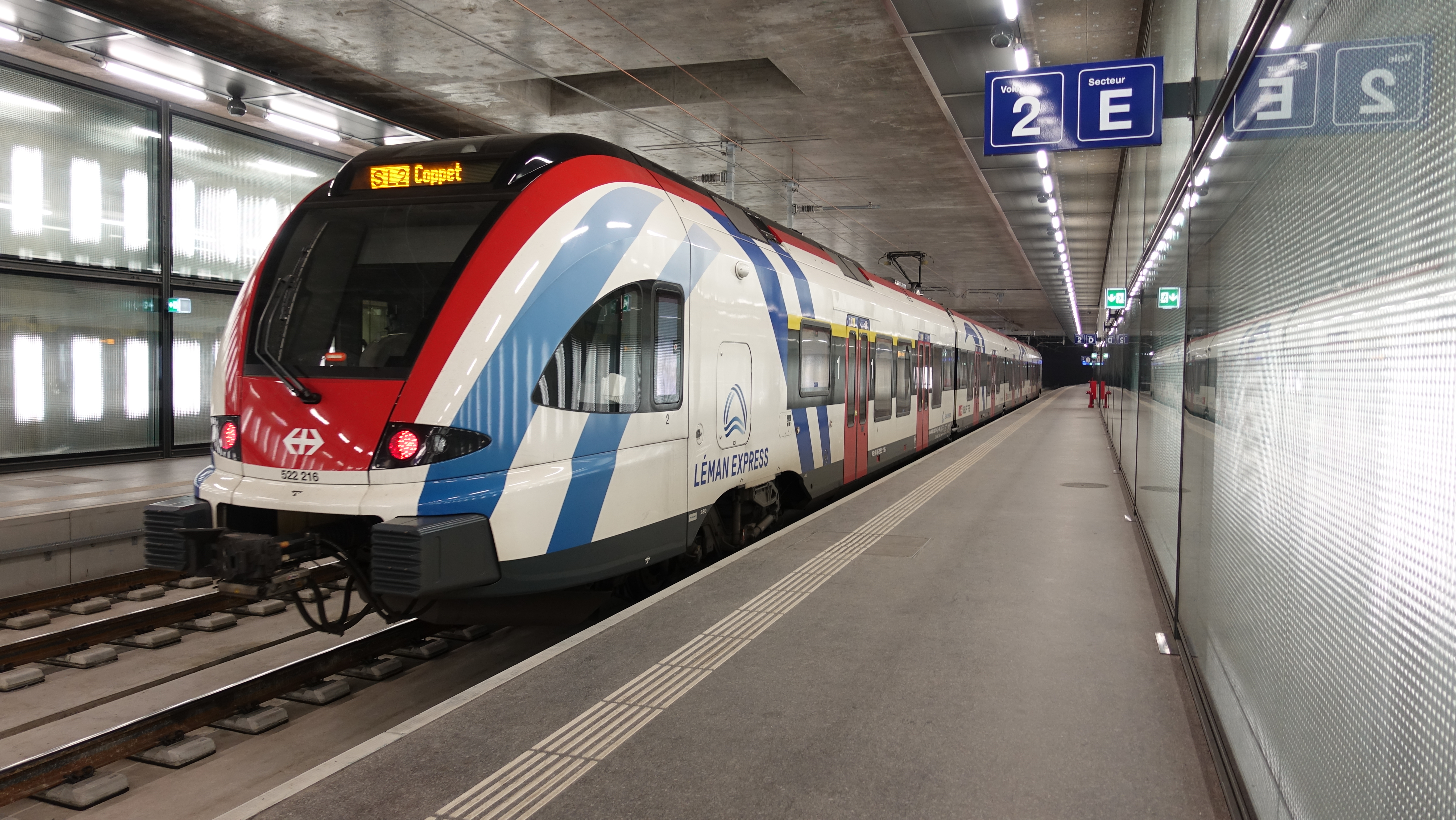
FLIRT RABe 522 assurant un service de la ligne L2 pour Coppet.

### Intermodalité
La gare de Lancy-Bachet est un nœud intermodal important, desservi par les lignes 12 et 18 du tramway de Genève, à la station Lancy-Bachet, gare, et par plusieurs lignes de bus (22, 23, 43, 46, 80 et 82) des Transports publics genevois (TPG), ainsi que par la ligne 272 des Cars Région Haute-Savoie. Les TPG ont leur siège à côté de la gare, au dépôt du Bachet-de-Pesay.